# Ветеринар Бондай Бич
«Ветеринар Бондай Бич» (англ. Bondi Vet, также Dr. Chris: Pet Vet) — австралийская телепередача. Она ведёт хронику жизни ветеринарного врача-хирурга Криса Брауна в Bondi Juction Veterinary Hospital (рядом с пляжем Бондай), и ветеринара неотложной скорой помощи Лизы Чаймс (Lisa Chimes) в Small Animal Specialist Hospital (SASH) в пригороде Сиднея. А также с участием Эндрю Марчевски (Andrew Marchevsky) — профессионального хирурга в SASH и Тима Фолкнера (Tim Faulkner) — главного управляющего в «Австралийском парке рептилий» (Australian Reptile Park) на центральном побережье Нового Южного Уэльса.
Сериал впервые вышел в эфир 5 февраля 2009 года, причём первые два полных сезона прошли рейтинг, в среднем, в 93 миллиона зрителей в пяти столичных городах. Сейчас[уточнить] транслируется 7-й сезон телепередачи.

## Команда «Ветеринара Бондай Бич»
- Крис Браун (Chris Brown) — ветеринарный врач (Bondi Junction Veterinary Hospital)
- Лиза Чаймс (Lisa Chimes) — ветеринар неотложной скорой помощи (SASH)
- Эндрю Марчевски (Andrew Marchevsky) — профессиональный хирург (SASH)
- Тим Фолкнер (Tim Faulkner) — главный управляющий «Австралийского Парка Рептилий» (Australian Reptile Park)

## Номинации и награды
- 2015 год — Most Popular Reality Program — номинированы
- 2016 год — Best Factual Program — номинированы

## Трансляция
В США сериал транслировался под названием «Dr. Chris: Pet Vet» на канале CBS с 28 сентября 2013 года по 25 мая 2019 года. Название «Dr. Chris: Pet Vet» было выбрано во избежание путаницы с американским музыкантом Крисом Брауном. В России сериал начал своё вещание на канале Ю под названием «Мы с тобой одной крови», а затем продолжил на канале Animal Planet под названием «Ветеринар Бондай Бич». В Канаде сериал транслируется на канале CBC Television, в Чехии — на канале Animal Planet, в Нидерландах — на канале TLC.